# Goto Maki Premium Best ①
Albums de Maki Gotō
3rd Station
(2005) How to Use Sexy
(2007)
Compilations par Maki Gotō
Complete Best Album 2001-2007
(2010)
Singles
Goto Maki Premium Best ① (後藤真希プレミアムベスト①, ou Maki Goto Premium Best 1) est le premier album compilation en solo de Maki Gotō dans le cadre du Hello! Project, sorti le 14 décembre 2005 au Japon sous le label Piccolo Town.

## Présentation
L'album est écrit et produit par Tsunku. Il atteint la 10e place du classement de l'Oricon. Il se vend à 22 470 exemplaires la première semaine, et reste classé pendant 3 semaines, pour un total de 32 356 exemplaires vendus. 
Il contient douze titres sortis précédemment en singles (faces A) entre 2001 et 2005, soit tous à l'exception des titres du single "double face A" Sans Toi Ma Mie/Kimi to Itsumademo. 
La chanson-titre du dernier single paru, Suppin to Namida., ne figure que sur cette compilation. Trois des titres ont cependant été ré-arrangés, et Daite yo! Please Go On figure en version live enregistrée lors du concert commun Hello! Project 2005 Natsu no Kayou Show. L'album contient également le titre inédit "Hatachi no Premium", une version en solo de la chanson Suki Sugite Baka Mitai du groupe DEF.DIVA (avec Gotō) sortie en single en 2005, et une reprise de la première chanson de Anri Olivia wo Kikinagara sortie en single en 1978.
Une version différente sort le 9 septembre 2006 en Corée du Sud, avec un DVD bonus et deux titres supplémentaires ré-enregistrés en coréen et renommés : Thank You Memories (Suppin to Namida.) et Please Go On (Daite yo! Please Go On).

## Liste des titres
| 1.  | Ai no Bakayarō (Bakayarō Version) (愛のバカやろう) (バカやろうVersion)                                             | Tsunku / Tsunku / Suzuki "Daichi" Hideyuki | 4:50 |
| 2.  | Suki Sugite Baka Mitai (Goto Version) (好きすぎて バカみたい) (後藤)                                               | Tsunku / Tsunku / Hirata Shoichiro         | 4:58 |
| 3.  | Te wo Nigitte Arukitai (手を握って歩きたい)                                                                        | Tsunku / Tsunku / Konishi Takao            | 4:36 |
| 4.  | Suppin to Namida. (スッピンと涙。)                                                                                 | Tsunku / KAN / Suzuki Shunsuke             | 4:40 |
| 5.  | Daite yo! Please Go On (2005 Natsu Hello! Version) (抱いてよ! PLEASE GO ON) (2005夏ハロー! Version) (titre "live") | Tsunku / Tsunku / Suzuki "Daichi" Hideyuki | 2:43 |
| 6.  | Genshoku Gal Hade ni Ikube! (原色GAL 派手に行くべ!)                                                                | Tsunku / Tsunku / Takahashi Yuichi         | 4:23 |
| 7.  | Yaruki! It's Easy (やる気!IT'S EASY)                                                                               | Tsunku / Tsunku / Maejima Yasuaki          | 4:03 |
| 8.  | Scramble (スクランブル)                                                                                            | Tsunku / Tsunku / Suzuki "Daichi" Hideyuki | 5:14 |
| 9.  | Uwasa no Sexy Guy (うわさのSEXY GUY)                                                                               | Tsunku / Tsunku / Suzuki "Daichi" Hideyuki | 4:04 |
| 10. | Sayonara 'Tomodachi ni wa Naritakunai no' (さよなら「友達にはなりたくないの」)                                     | Tsunku / Taisei / Suzuki "Daichi" Hideyuki | 3:52 |
| 11. | Yokohama Shinkirō (横浜蜃気楼)                                                                                     | Tsunku / Hatake / Nishida Masashi          | 3:23 |
| 12. | Sayonara no Love Song (Junjou Version) (サヨナラのLOVE SONG) (純情)                                                | Tsunku / Tsunku / Takahashi Yuichi         | 4:43 |
| 13. | Olivia wo Kikinagara (2005 Version) (オリビアを聴きながら) (2005Version)                                           | Ozaki Ami / Ozaki Ami / Takahashi Yuichi   | 4:37 |
| 14. | Afurechau... Be in Love (Premium Ver.) (溢れちゃう... BE IN LOVE) (プレミアム)                                     | Tsunku / Tsunku / Takahashi Yuichi         | 5:22 |
| 15. | "Hatachi no Premium" (「二十歳のプレミア」)                                                                        | Tsunku / Tsunku / Suzuki Shunsuke          | 5:17 |
| 16. | Thank You Memories (Korean Ver.) (CD Coréen seulement)                                                             | Shin-U / KAN / Suzuki Shunsuke             | 4:40 |
| 17. | Please Go On (Korean Ver.) (CD Coréen seulement)                                                                   | Shin-U / Tsunku / Suzuki "Daichi" Hideyuki | 3:44 |

| 1. | Suppin to Namida.                      |  |
| 2. | Daite yo! Please Go On                 |  |
| 3. | This Is Goto Maki (Korean Medley Ver.) |  |
| 4. | One Fine Day In Korea (Making Film)    |  |